# Briggs (Oklahoma)
Briggs es un lugar designado por el censo del condado de Cherokee, Oklahoma, Estados Unidos. Según el censo de 2020, tiene una población de 1028 habitantes.
En los Estados Unidos, un lugar designado por el censo (traducción literal de la frase en inglés census-designated place, CDP) es una concentración de población identificada por la Oficina del Censo exclusivamente para fines estadísticos.

## Geografía
Está ubicado en las coordenadas 35°55′18″N 94°52′43″O / 35.92167, -94.87861 (35.921763, -94.878519). Según la Oficina del Censo, tiene una superficie total de 22.1 km², de los cuales 21.9 km² corresponden a tierra firme y 0.2 km² están cubiertos de agua.

## Demografía
Según la estimación 2018-2022 de la Oficina del Censo, los ingresos medios de los hogares son de $43,482 y los ingresos medios de las familias son de $63,229. Alrededor del 31.4% de la población está por debajo de la línea de pobreza.